# صفوان (بني سعد)

تعديل مصدري - تعديل

صفوان هي إحدى قرى عزلة الطويل بمديرية بني سعد التابعة لمحافظة المحويت، بلغ تعداد سكانها 157 نسمة حسب تعداد اليمن لعام 2004.